# Rhinella fissipes
Rhinella fissipes är en groddjursart som först beskrevs av George Albert Boulenger 1903.  Rhinella fissipes ingår i släktet Rhinella och familjen paddor. IUCN kategoriserar arten globalt som livskraftig. Inga underarter finns listade i Catalogue of Life.